# Øster Lyby
Øster Lyby er en ældre landsby beliggende i Lyby Sogn i Salling ud mod Skive Fjord.
Indtil Kommunalreformen i 1970 lå landsbyen i Nørre Herred Viborg Amt.
Øster Lyby bestod i 1682 af 19 gårde og 2 huse med jord. Det samlede dyrkede areal udgjorde 409,4 tønder land skyldsat til 64,34 tønder hartkorn. Dyrkningsformen var græsmarksbrug med tægter.